# Mercado de Carretas

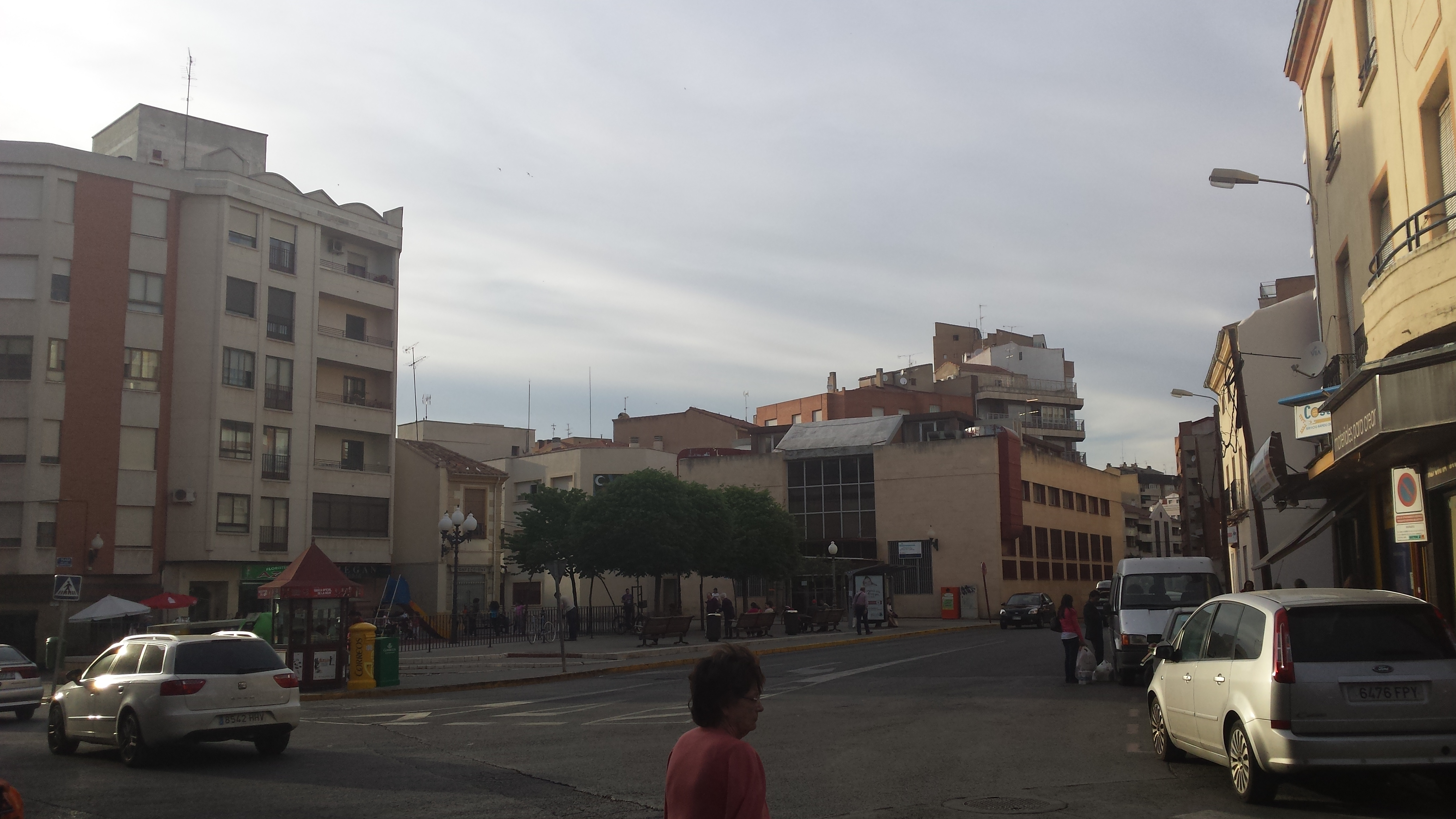
Vista del Mercado de Carretas en la plaza de Carretas

El Mercado de Carretas es un mercado municipal situado en la ciudad española de Albacete.
El mercado tiene dos plantas: planta baja o semisótano y primera planta. Cuenta con establecimientos de gran variedad: fruterías, carnicerías, encurtidos y aceitunas, quesos y pescados.
Está situado en el barrio de Carretas al que debe su nombre, en pleno centro de la capital albaceteña, en la plaza de Carretas. Fue inaugurado en 1981.
La planta semisótano del mercado alberga actividades de restauración y hostelería. Las dos plantas superiores del edificio, conocidas como Casa Carretas, son la sede de numerosas asociaciones y colectivos de la ciudad.